# Castell d'Espluga de Serra
El  Castell d'Espluga de Serra era el castell medieval, d'època romànica, del poble del mateix nom, pertanyent al terme municipal de Tremp, dins de l'antic terme d'Espluga de Serra.
Esmentat des del 1085, el 1122 fou donat com a penyora a Bernat Ramon I de Pallars Jussà pel seu parent i veí Artau III de Pallars Sobirà, i a partir d'aquell moment fou utilitzat més d'un cop com a garantia de pactes, fins i tot matrimonials. No pertangué, com hi pertanyien molts dels castells veïns, a la baronia d'Erill, sinó que sempre estigué d'una manera o altra directament lligat als interessos comtals fins que, ja a l'edat moderna, fou cedit als Mur. Finalment, en el moment de l'extinció dels senyorius, pertanyia als marquesos de Gironella, que també tenien Castellet.
El castell formava un conjunt amb el poble, de manera que les muralles del castell tenien continuïtat en les murades que envoltaven el poble clos.
Actualment queden restes del castell d'Espluga de Serra, damunt del turonet que domina el poble.